# Rheinische Dokumenta
Die Rheinische Dokumenta ist die Anfang der 1980er Jahre entwickelte und 1986 vom Landschaftsverband Rheinland vorgestellte Lautschrift für die Mundarten des nördlichen und südlichen Niederrheins, des westlichen und zentralen Rheinlands, des Bergischen Landes, des Westerwalds, der westlichen und östlichen Eifel, der Unter- und der Obermosel und der Region um Hunsrück und Nahe.
Neben den im Hochdeutschen üblichen Buchstaben nebst Umlauten ä, ö und ü finden neun Sonderzeichen Verwendung:
- Das a mit Unterpunkt steht für ein dumpfes a (IPA: [ɑ]).
- Das ä mit Unterhäkchen steht für ein überoffenes ä (IPA: [æ]) wie es in engl. „can“ oder in der östlichen Eifel und an der Untermosel gesprochen wird: „Bään“ (= Beine), „määst“ (= meist).
- Das ch mit Unterschleife steht für den „ach-Laut“ (IPA: [χ]; stimmloser uvularer Frikativ).
- Das e mit Unterstrichlein steht für das Schwa (IPA: [ə]) wie in „Pause“.
- Das o mit Unterhäkchen steht für das offene o wie in „Koch“ (IPA: [ɔ]; gerundeter halboffener Hinterzungenvokal).
- Das ö mit Unterhäkchen steht für das offene ö wie in „Hölle“ (IPA: [œ]; gerundeter halboffener Vorderzungenvokal).
- Das r mit Unterpunkt steht für das stark geriebene, stimmhafte, ch-ähnliche r (IPA: [ʁ]).
- Das s mit Unterpunkt steht für das stimmhafte s (IPA: [z]) wie in „Sage“ (stimmhafter alveolarer Frikativ).
- Das sch mit Unterschleife steht für den stimmhaften Reibelaut (IPA: [ʒ]) wie in "Journalist" (stimmhafter postalveolarer Frikativ).

Die Dokumenta ist streng phonemisch. So werden in der Rheinischen Dokumenta konsequent Konsonanten einfach geschrieben. Die Länge der Vokale ergibt sich aus der Einfach- oder Doppeltschreibung, zum Beispiel:
- Plaat (= Glatze) ./. Plat (= Platt)
- Kiis (= Käse) ./. Kis (= Kies)
- Hööt (= Kopf, Hüte) ./. Höt (= Hütte)
- Püütsche (= Kinderchen) ./. Pütsche (= Schmollmündchen)

Ebenfalls schreibt man – im Gegensatz zum Hochdeutschen – beispielsweise
- Schtambooch (= Stammbuch)
- Mongk (= Mund)
- Dr Tsoch köt! (= Der Zug kommt!)
- Los di Vrau ents langks! (= Lass die Frau mal vorbei!)

Manche der Dialekte, insbesondere die Ripuarischen, sind Tonakzentsprachen; sie differenzieren einzelne Wörter durch den Tonhöhenverlauf. Diese Aspekte der Sprachmelodie oder sonstige markante und für einzelne Regionen typische Feinheiten kann die Rheinische Dokumenta jedoch nicht erfassen.